# Christophorus 8
Christophorus 8 ist die Bezeichnung für den Standort eines Notarzthubschraubers der Vorarlberger Bergrettung und des Christophorus Flugrettungsvereins unter dem Dach des Österreichischen Automobil-, Motorrad- und Touring Clubs.
Auf dem Flugplatz Hohenems-Dornbirn in der Vorarlberger Stadt Hohenems wurde am 15. Dezember 1968 eine Flugeinsatzstelle des Bundesministeriums für Inneres eingerichtet. An dieser war ab dem 2. August 1986 der von dem Ministerium betriebene Notarzthubschrauber Martin 8 stationiert. Dieser wurde am 1. Jänner 2001 durch den Christophorus 8 abgelöst. Ende 2003 wurde der Stützpunkt auf das Gelände des Unternehmens Wucher Helicopter in Ludesch verlegt, im Dezember 2006 zog der Stützpunkt zu einem neu errichteten Heliport in Nenzing am ehemaligen Gelände der Jägerkaserne Galina um. Betrieben wird der Hubschrauber seit 2010 von der Bergrettung Vorarlberg.
Die tägliche Einsatzbereitschaft beginnt um 6 Uhr und endet mit der bürgerlichen Abenddämmerung. Die Alarmierung erfolgt etwa 700 bis 850 Mal im Jahr primär durch die Rettungs- und Feuerwehrleitstelle von Vorarlberg.
Die eingesetzte Maschine des Typs H135 wird aus dem Flottenpool des Christophorus Flugrettungsvereins gestellt und wird je nach Wartungsbedarf regelmäßig durch eine andere baugleiche Maschine ersetzt.